# 瓦尔特·迈尔
瓦尔特·迈尔（德語：Walter Meyer，1904年9月14日—1949年12月5日），德国男子赛艇运动员。他曾代表德国参加1932年夏季奥林匹克运动会赛艇比赛，获得男子四人单桨有舵手金牌。